# 南極ゴジラ
南極ゴジラ（なんきょくゴジラ）は、1958年（昭和33年）に日本の南極観測船「宗谷」の船長と乗組員が南極近海で目撃したとされる大型の未確認動物。東宝映画に登場する怪獣「ゴジラ」にちなみ、「宗谷」の船長である松本満次が著書で「南極のゴジラ」と記したのが初で、以後は「南極ゴジラ」として知られるようになった。

## 目撃
南極ゴジラが目撃されたのは、第2次観測中の「宗谷」が氷海内で「バートン・アイランド」の後方を航行していた2月13日のことである。時間は19時頃であったが、当時の南極はまだ晩夏にして白夜の状況であり、視界は良好であった。船橋には船長・航海士・機関長・操舵手らがいた。最初は、宗谷の前方300メートルくらいの所に黒い物体が見え、先を行く「バートン・アイランド」の投棄したドラム缶かとも思われた。しかし、さらによく観察すると、それは動物であって顔を「宗谷」の方に向け、目や尖った耳、全体を覆う焦茶色の毛が判別できた。船長によれば、前から見た顔は牛のようで、頭の長さは70 - 80センチメートル程度もあったというから、かなり大きな動物と考えられるが、海面に浮いていたため、全体の形や大きさはわからない。別の方向から見た乗組員によれば、背中にノコギリの刃のようなヒレがあったとの話である。それは30秒間くらい見えていたが、機関長が写真を撮影しようとカメラを取りに行っている間に氷海に潜って見えなくなっていたため、撮影はできなかった。
目撃例はこの1回だけで、映像資料もない。当時の「宗谷」の船長であった松本が自著『南極輸送記』でこの事件を記述しているのが唯一の資料といえるが、怪獣の目撃ということから話題を呼び、ゴジラシリーズの特殊技術を手がけた円谷英二も監修した書籍『怪獣画報』（秋田書店、1966年）で取り上げたほか、しばしば超常現象研究家・未確認動物研究家らによって雑誌や書籍で紹介されている。また、インターネット上でも幾つかのサイトで取り上げられている。

## 正体
目撃談によれば、その大きさも形態も、一般に知られる動物とは異なる。南極近海にはクジラ類のほか、攻撃性が強く大形のヒョウアザラシもいるが、いずれにも該当しない。ゴジラという名称からは恐竜のような動物が連想されるが、突出した耳介や体毛が事実であるなら、恐竜とは考えられない。
目撃したという宗谷の乗組員は船長を含めて経験が豊かであり、既存の動物や物体を誤認したとは考えにくいが、夏の南極近海では白夜が続いて睡眠・覚醒のリズムが崩れた、あるいは越冬隊員収容という重責、氷海に閉じ込められるなどの強いストレスが重なり、感覚や心理が尋常ではない状況にあった可能性も否定できない。そうした異常な状況下では集団幻覚が起き得ることは古くから知られる。
なお、後年の書籍によっては、正体が水陸両生哺乳類のデスモスチルスである可能性を挙げているものが見られる。